# فليسنجن

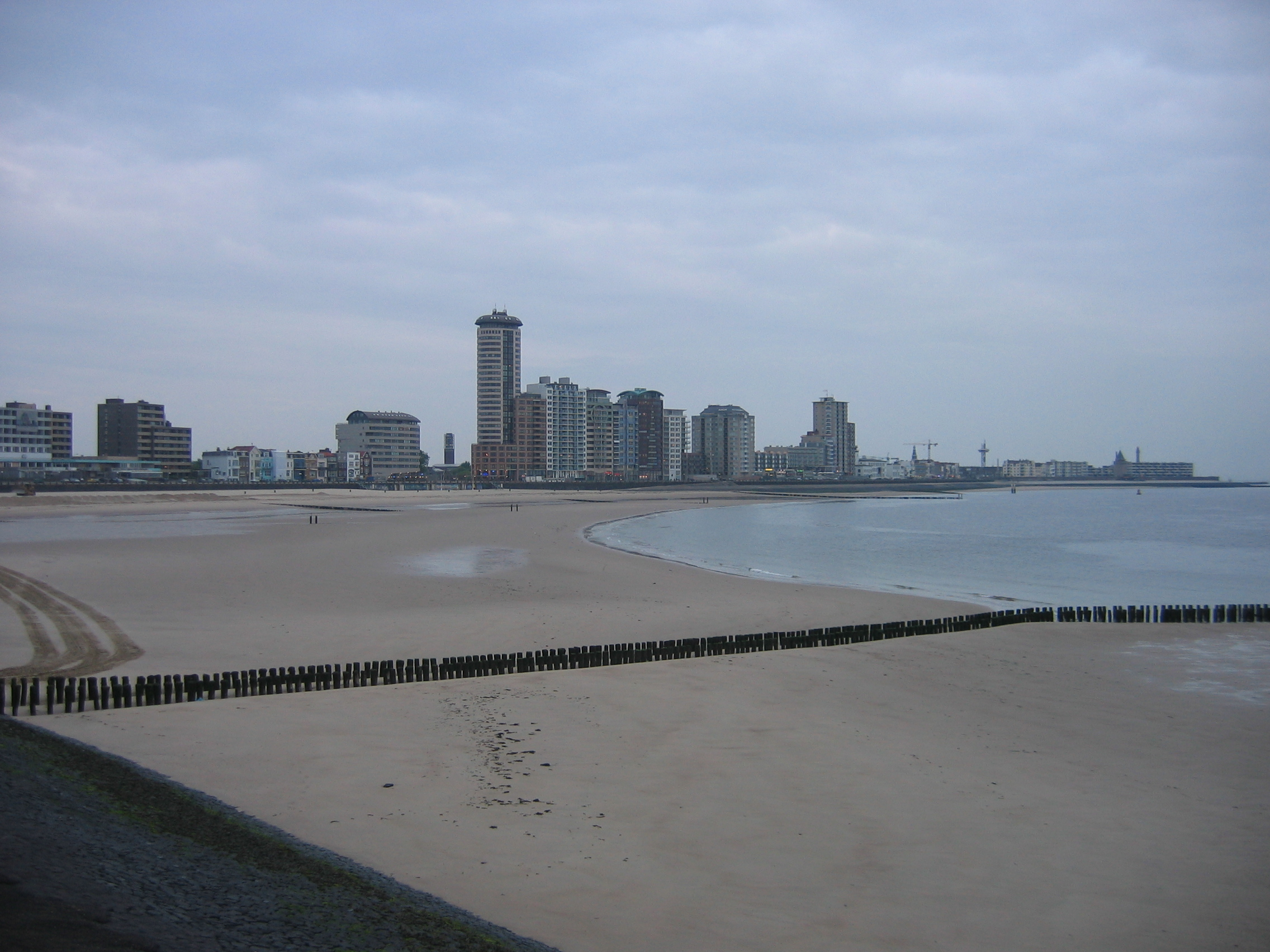
صورة لشاطئ مدينة فلسنكن الهولندية

فليسنجن  Vlissingen  هي مدينة وبلدية بمقاطعة زيلند جنوب هولندا.
نمت قرية الصيادين التي جاءت إلى الوجود في مصب شيلد حوالي 620 م خلال تاريخها الممتد 1،400 في منفذ ثالث أهم هولندا. كانت التهم من هولندا و زيلاند حفر الموانئ الأولى. على مر القرون، وضعت فليسينجين إلى مركز لصيد الأسماك، وخصوصا الأسماك الرنجة والتجارة وقرصنة وتجارة الرقيق. خلال ذروة العصر الذهبي الهولندي، والسفن من فليسينجين ابحرت لمواقع مختلفة من الإمبراطورية الاستعمارية الهولندية وساهمت في القوة العالمية من المحافظات السبعة.
وقد تميز تاريخ فليسينجين أيضا من الغزو والقمع والقصف. بسبب موقعها الاستراتيجي في فم شيلد، وأهم ممر إلى أنتويرب، فقد استقطب اهتمام، في وقت واحد أو لآخر، من البريطانيين والفرنسيين والألمان والإسبان. وكانت الفيضانات أيضا تهديدا مستمرا. رفض فليسنجن خلال القرن 18. في الحروب النابليونية كانت كارثية خاصة. بعد عام 1870، إحياء الاقتصاد بعد بناء أرصفة جديدة والقناة فالشيرين، وصول السكك الحديدية وإنشاء حوض لبناء السفن ووصف دي شيلد. توقفت الحرب العالمية الثانية هذا النمو. تضررت المدينة بشدة من القصف وغمر.
أعيد بناء المدينة بعد الحرب. في عقد 1960، والميناء البحري والمنطقة الصناعية في فليسينجين في Oost-تطويرها وازدهرت. الآن هذا المجال هي القوة الدافعة وراء المركزي زيلاند الاقتصادية، وتوليد عدة آلاف من فرص العمل. في الوقت الحاضر تقريبا. 50،000 سفينة سنويا من جميع أنحاء العالم تمر عبر شيلد. ينجذب السياح إلى VLISSINGEN ليس فقط بسبب تاريخها والطابع البحري، ولكن أيضا لأن أي مكان آخر في العالم تفعل السفن الكبيرة تمر بالقرب من هذا الشاطئ. انها مدينة رائعة

## طوبوغرافيا
خريطة طوبوغرافية هولندية لبلدية فليسنجن، سبتمبر 2014، (تقرأ بعد ثلاث نقرات على الخريطة).

## معرض صور

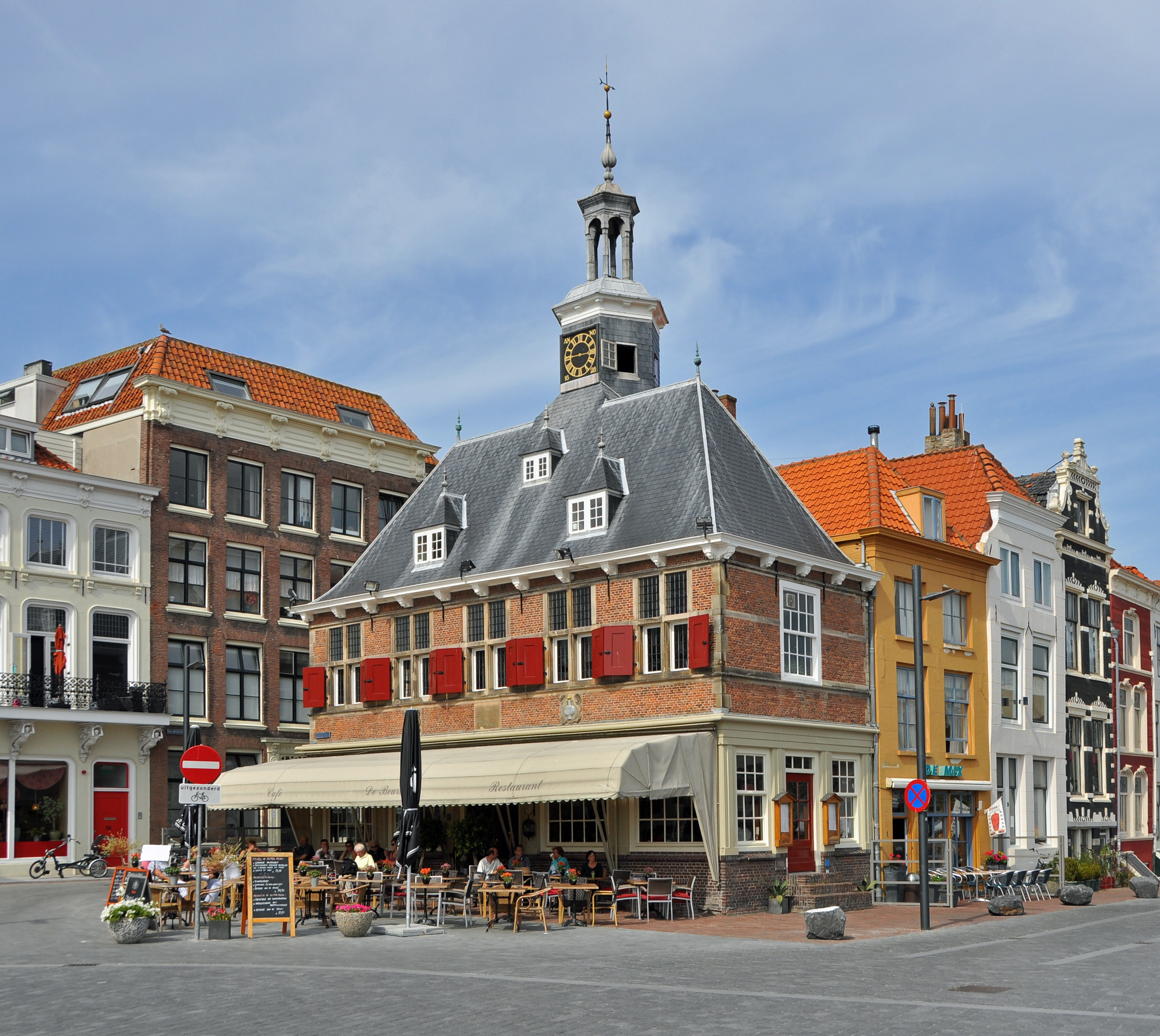
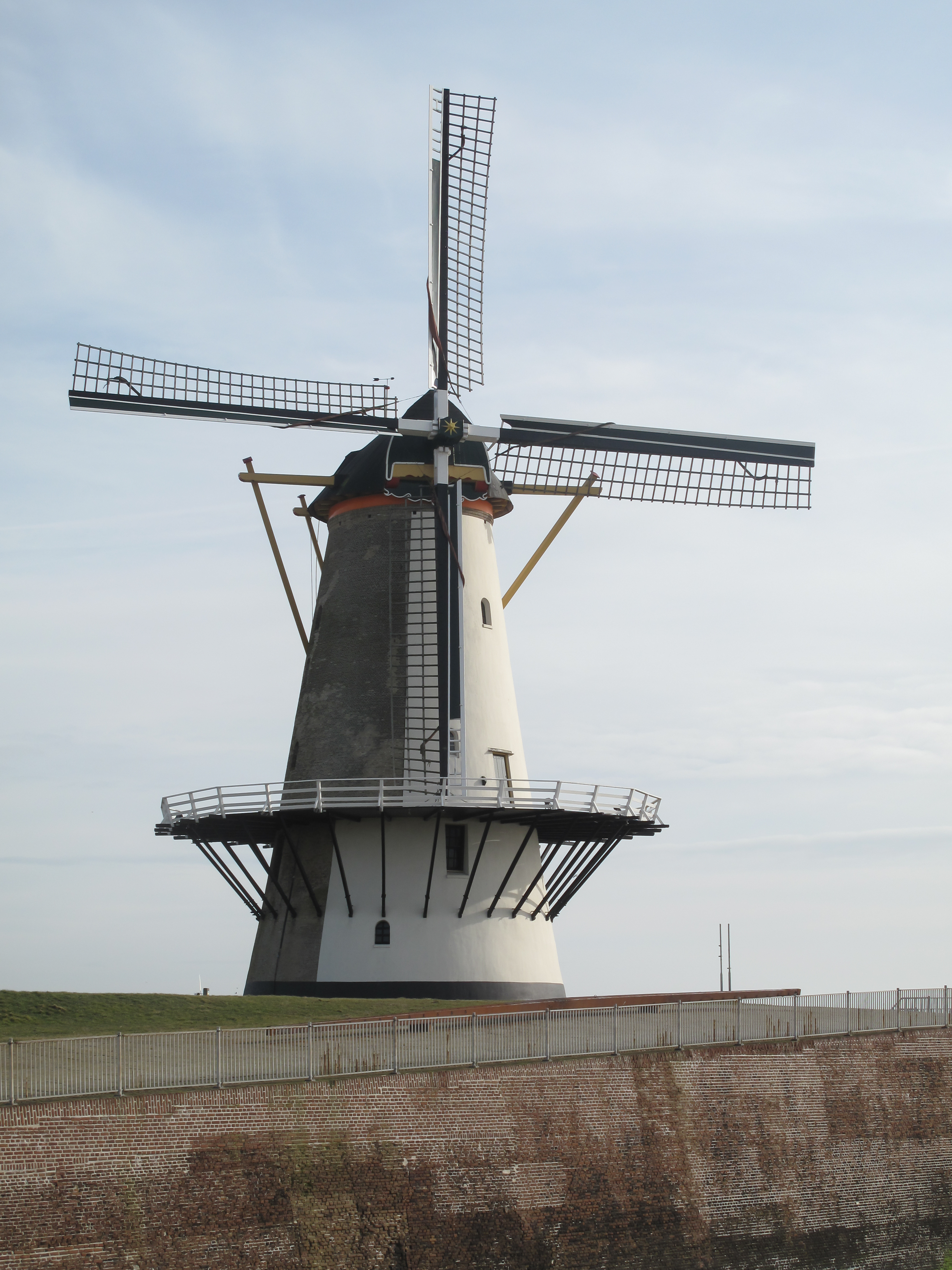
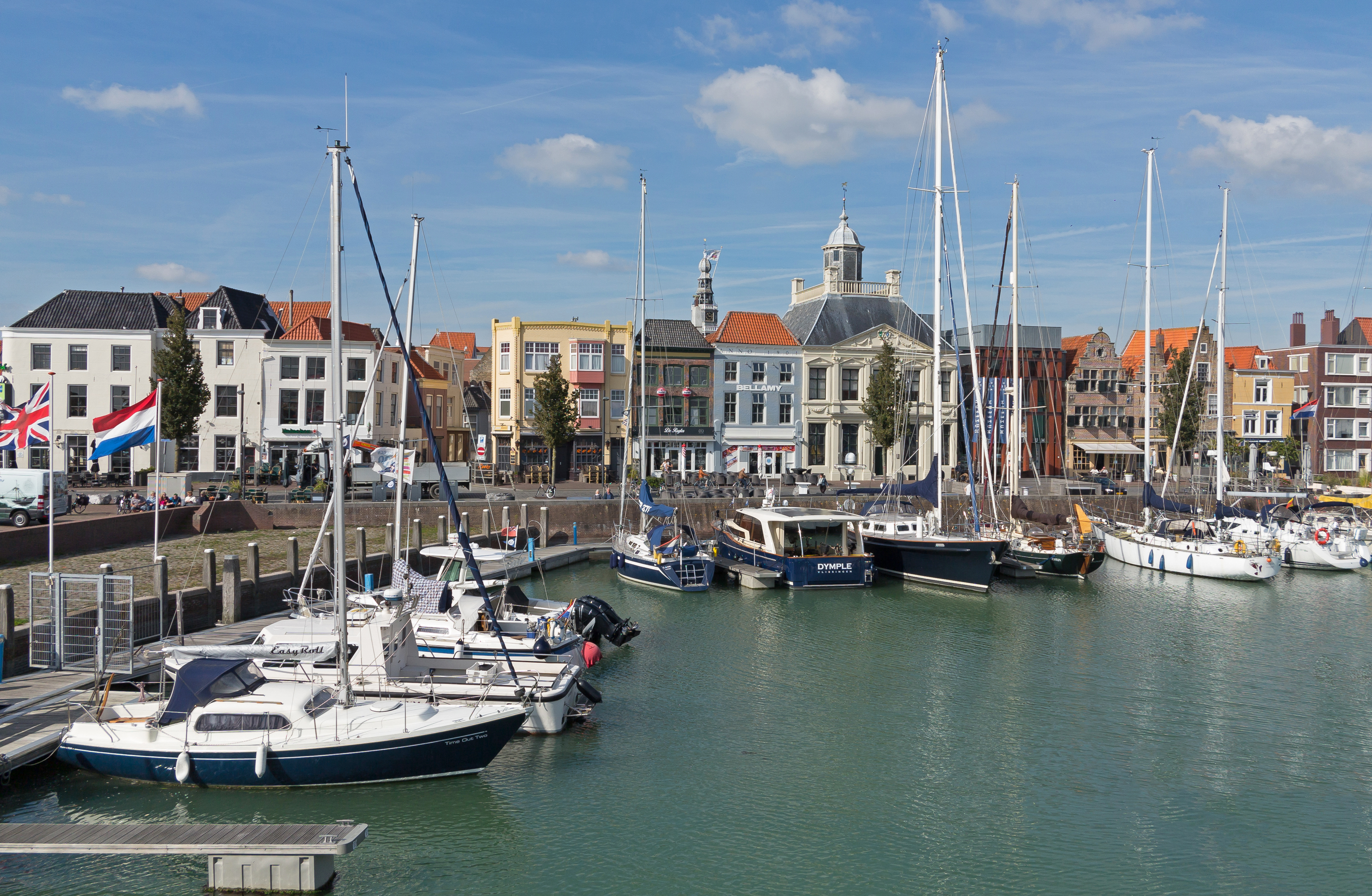
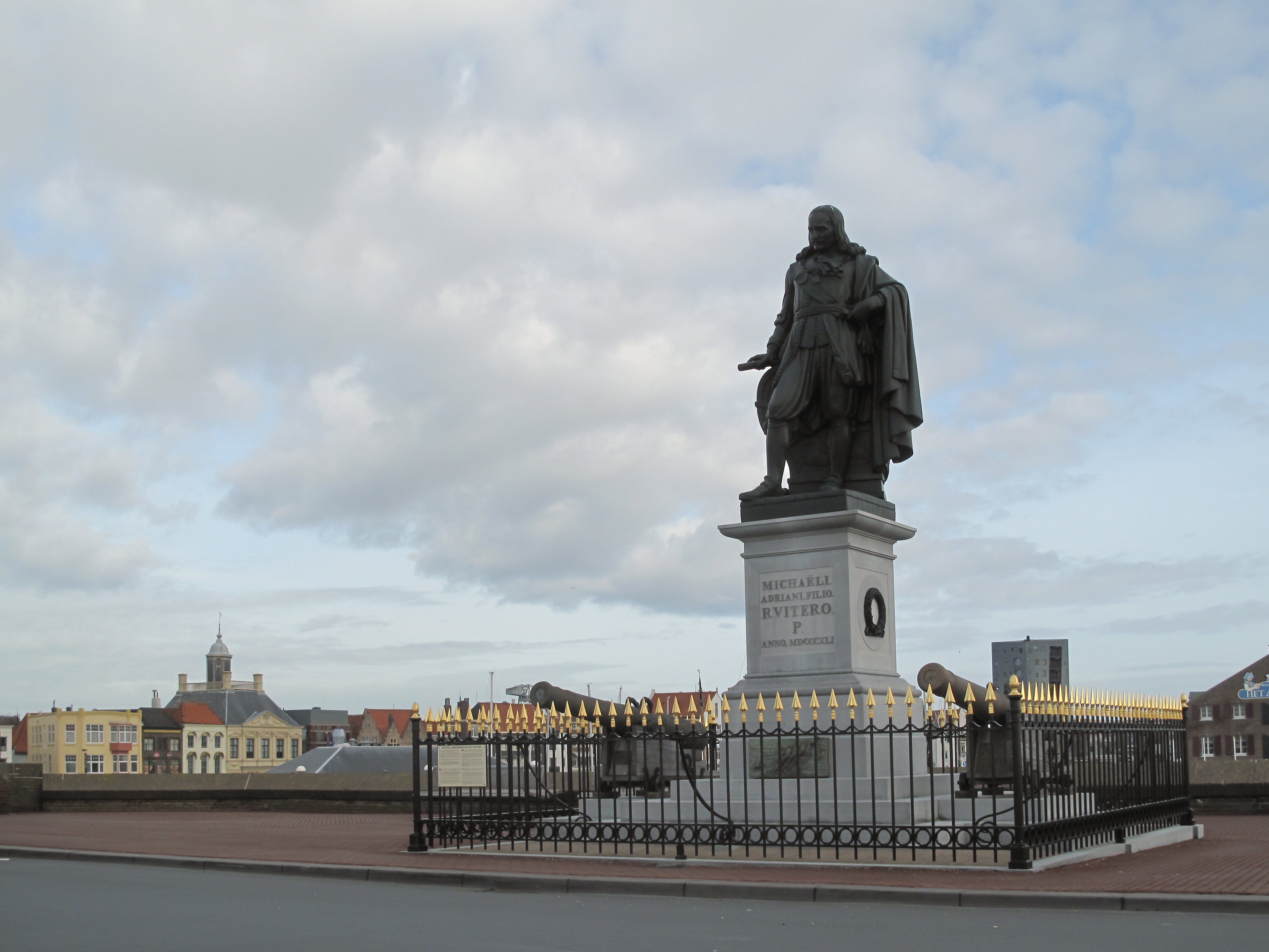
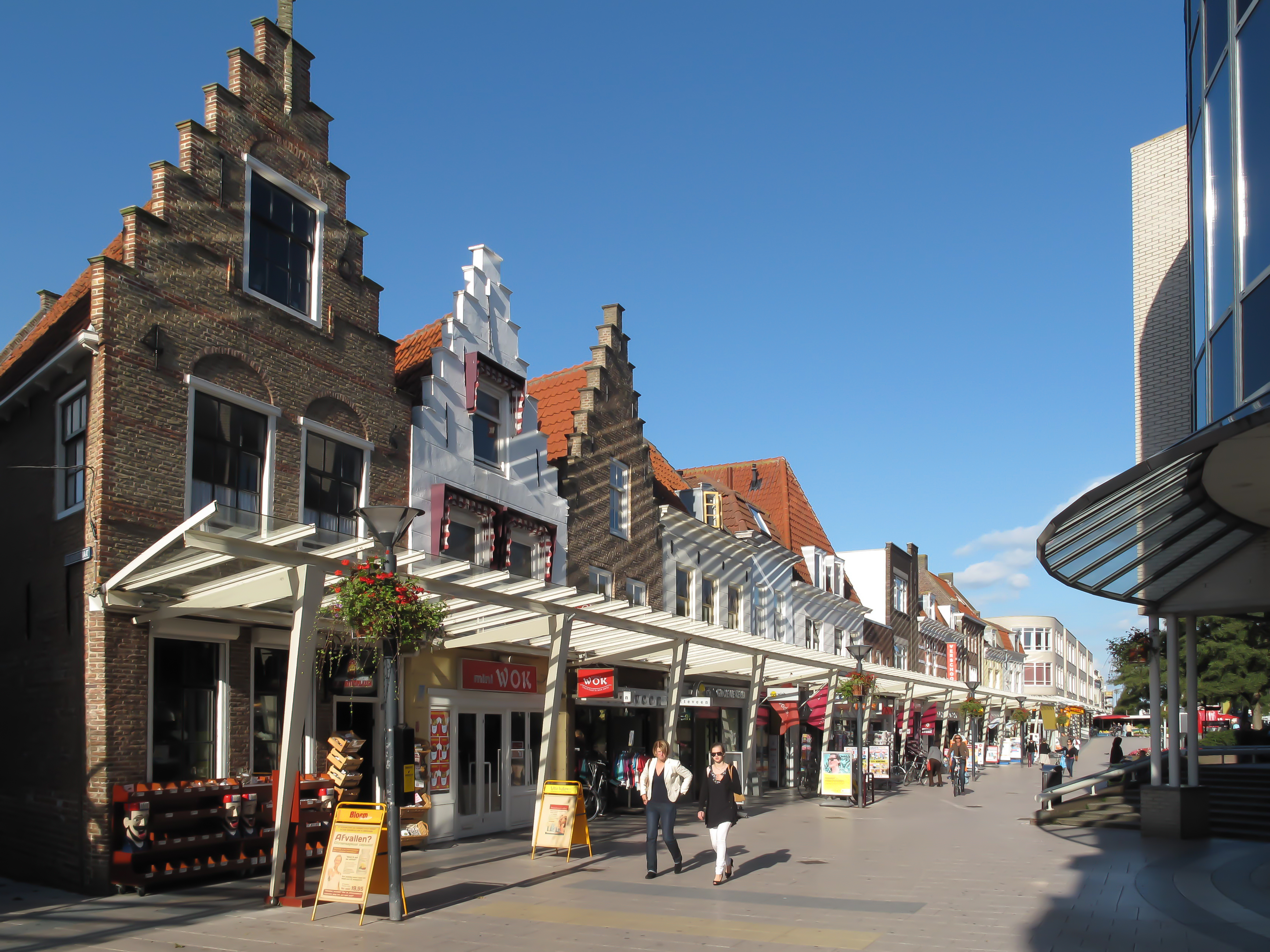

## وصلات خارجية
- الموقع الرسمي